# Štefánikův most
Štefánikův most je jeden ze silničních mostů vedoucích přes řeku Vltavu v Praze, vede po něm také tramvajová trať. Spojuje Revoluční třídu, která na pravém břehu Vltavy tvoří hranici mezi Starým a Novým Městem, s Letenským tunelem, nábřežím Edvarda Beneše a nábřežím Kapitána Jaroše na břehu levém.

## Stavební vývoj
Původní most císaře Františka Josefa I. zde byl postaven v letech 1865–1868, rekonstruován v roce 1898 a demontován v letech 1946–1947.
Současný most byl postaven v letech 1949 až 1951. Má železobetonovou konstrukci o třech polích, rozpětí oblouků činí 58,8 m, 64,4 m a 65,1 m. Dlouhý je 182 m, s nájezdovými rampami pak 263 m. Projektanty stavby byli Vlastislav Hofman a Otakar Širc. Při stavbě bylo poprvé použito skruží z ocelových trubek.
V roce 1953 byl zprovozněn na levém vltavském břehu navazující Letenský tunel.
Na novoměstském břehu nedaleko mostu byla v letech 1969–1999 umístěna socha Jana Švermy; most nesl po dlouhá léta i jeho jméno Švermův most.
V roce 2007 byla zahájena jeho celková rekonstrukce. Byla vyměněna kompletně vozovka; dlažbu nahradil asfalt, a to jak na chodnících, tak i na vozovce. Vyměněn byl též i střední tramvajový pás. Ale při rekonstrukci nebyla realizována cyklostezka ani v jednom směru.
V roce 2025 bylo zbudováno na pravém břehu Vltavy nové schodiště z mostu na náplavku Dvořákova nábřeží. Cílem bylo zajistit bezpečnější přístup pěších.

## Změny pojmenování
- 1868–1919: most císaře Františka Josefa I. (František Josef I.)
- 1919–1940: Štefánikův most (Milan Rastislav Štefánik)
- 1940–1945: most Leoše Janáčka (Leoš Janáček)
- 1945–1947: Štefánikův most
- 1947–1997: Švermův most (Jan Šverma)
- od 1997: Štefánikův most

## Galerie

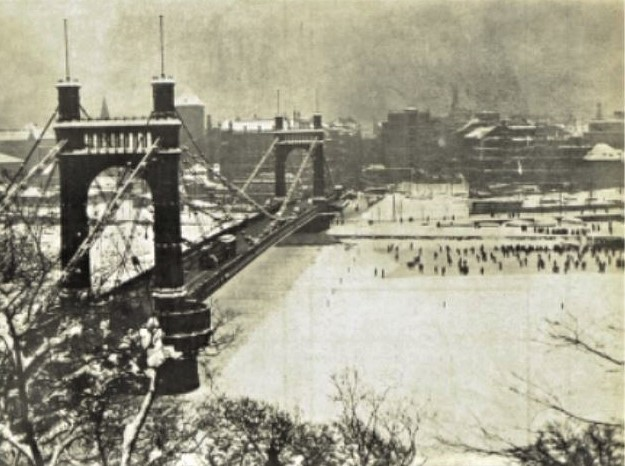
Štefánikův most v zimě 1928/1929 (pohled od Letné)
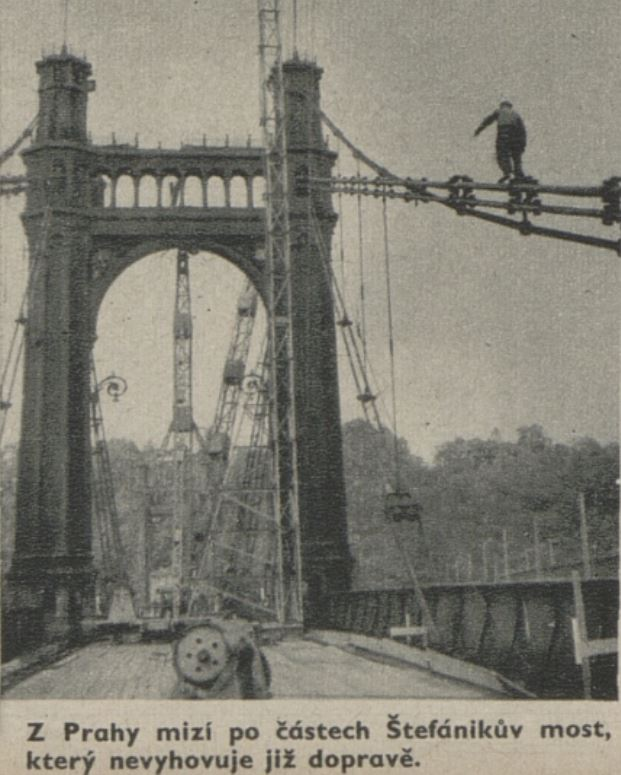
Bourání původního (řetězového) Štefánikova mostu, 1946
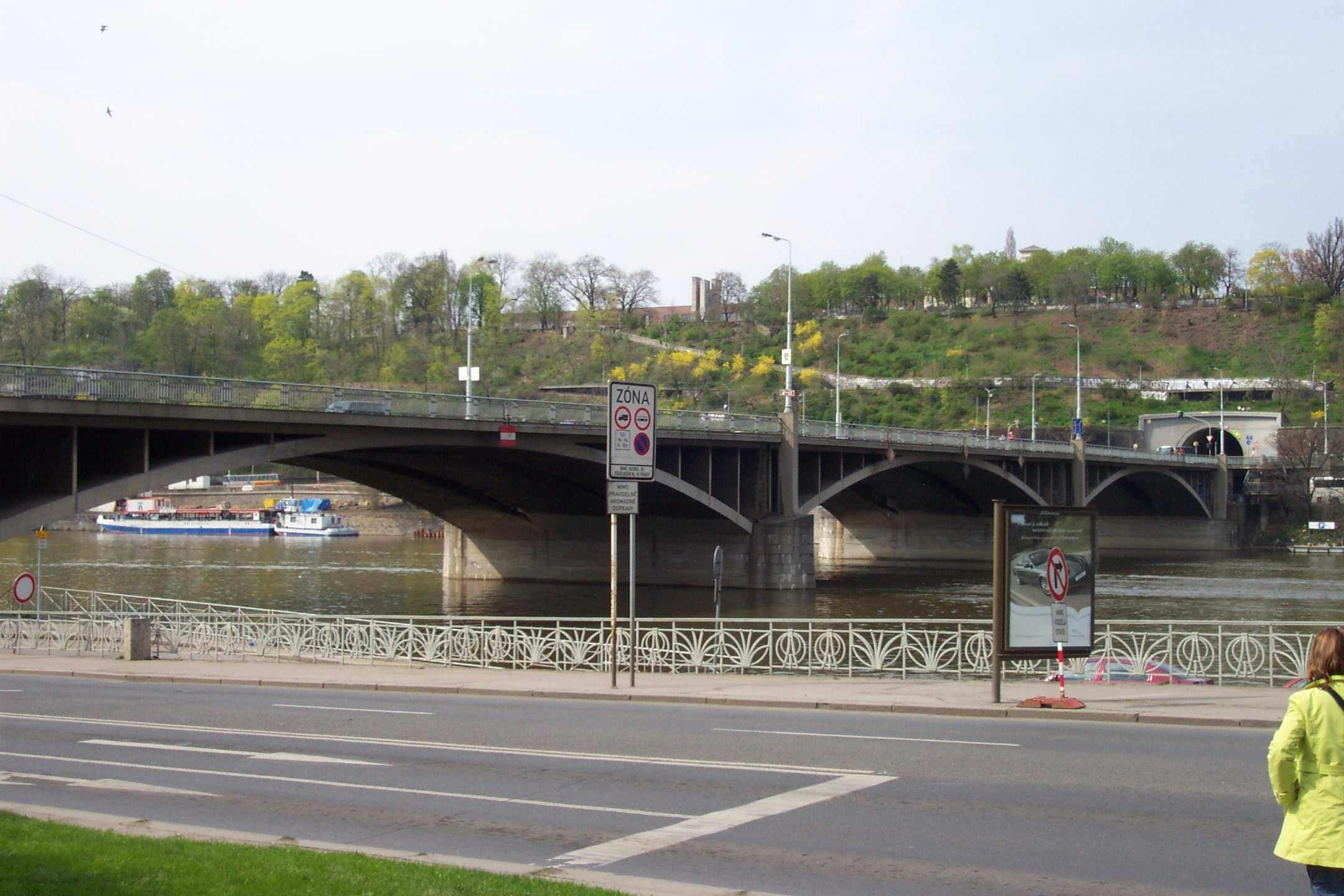
Pohled na Štefánikův most
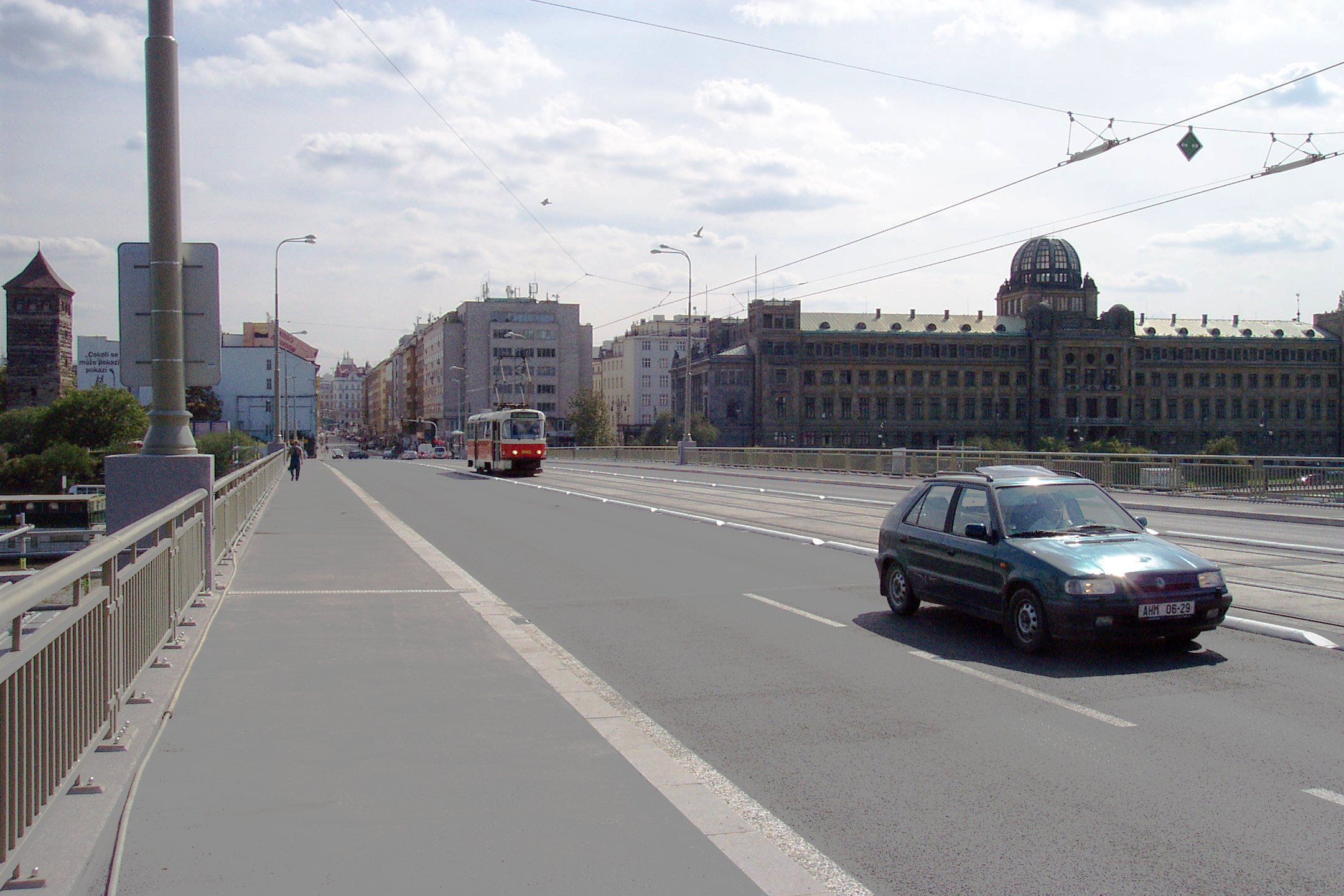
Vozovka Štefánikova mostu
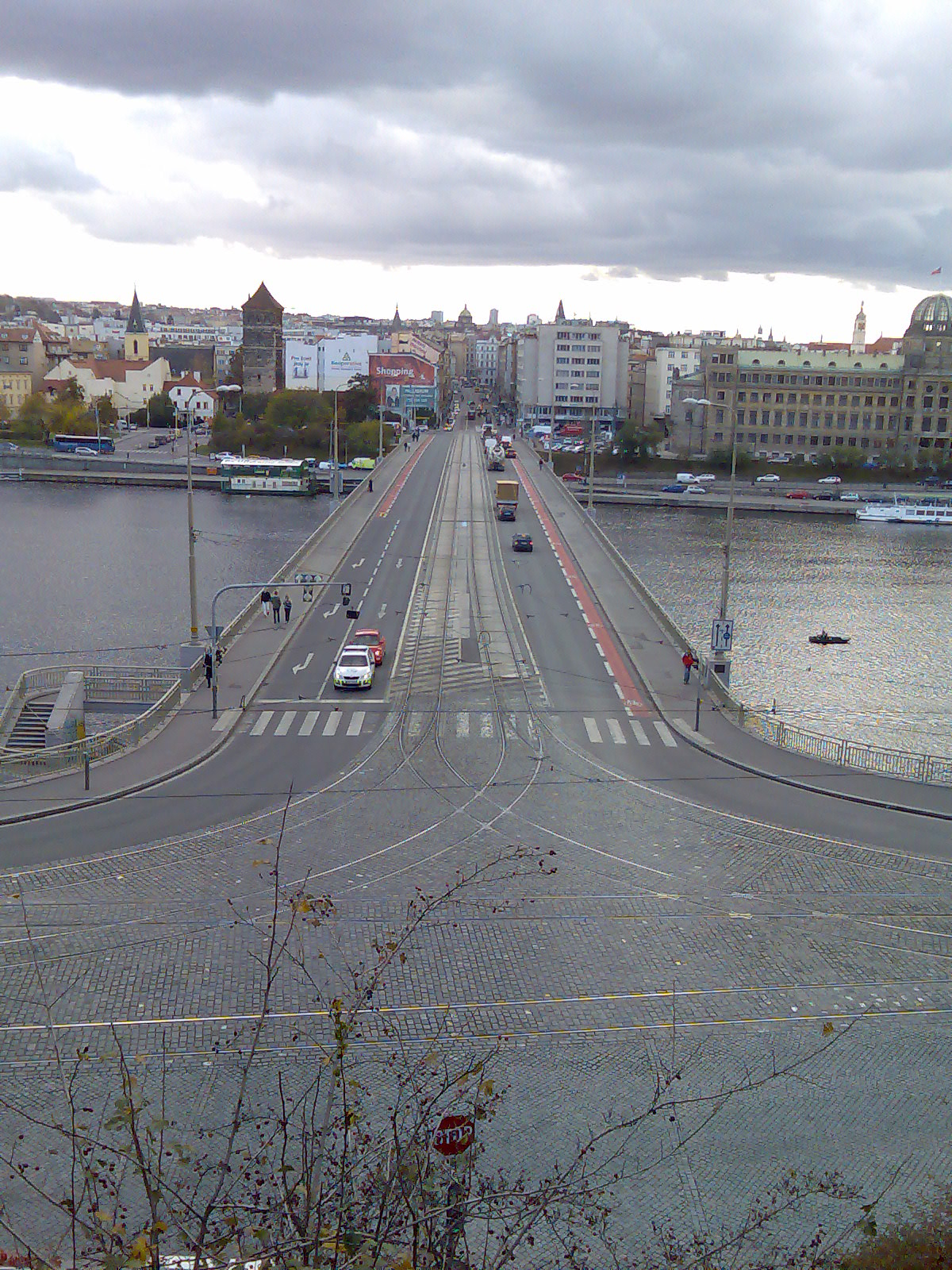
Pohled na rekonstruovaný most od Letenského tunelu
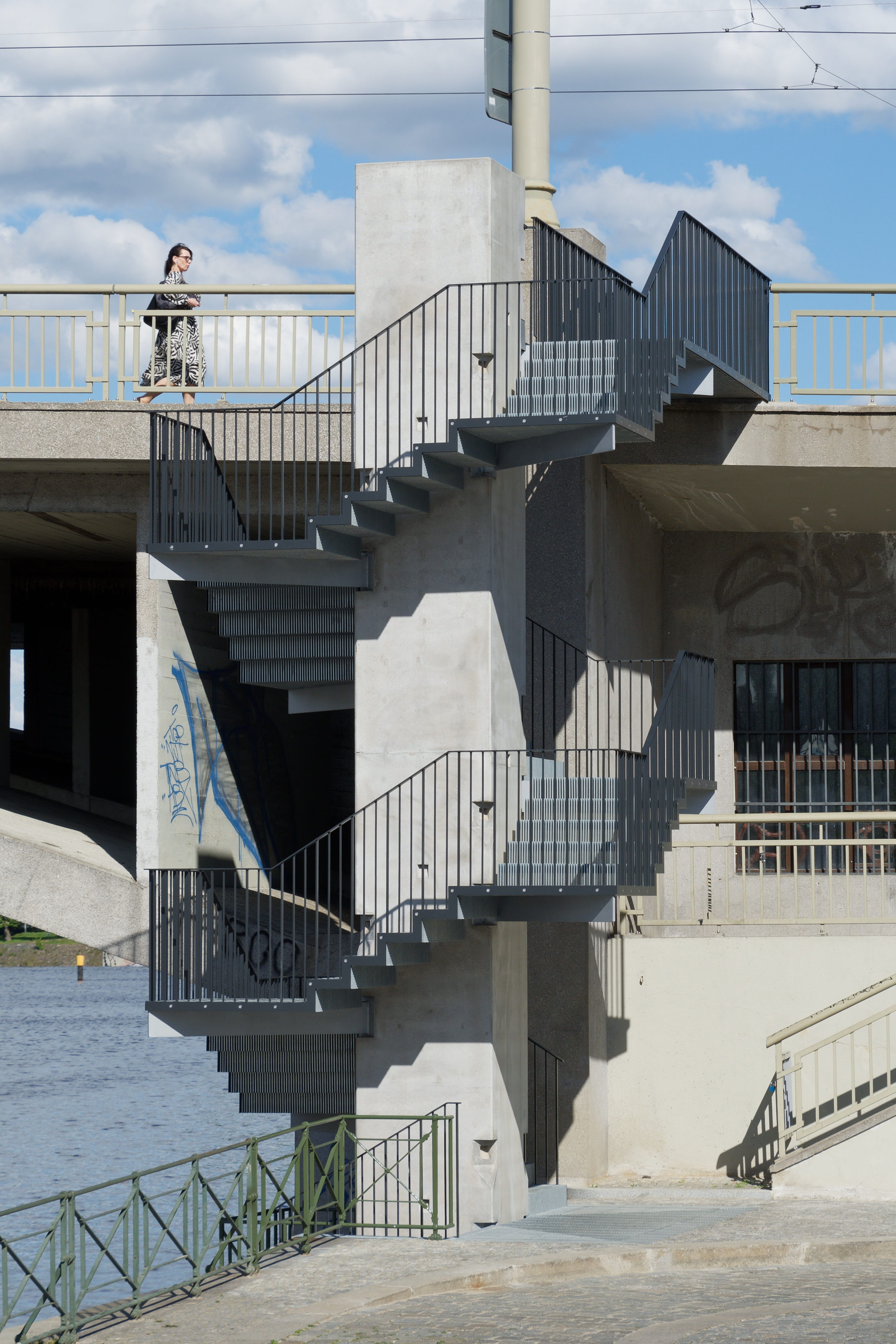
Nové schodiště na náplavku Dvořákova nábřeží (2025)